# Mirabile illud
Mirabile illud è la ventesima enciclica pubblicata da papa Pio XII il 6 dicembre 1950.

## Contenuto
Il Papa chiede nuove pubbliche preghiere per la pace nel mondo.